# Rigga Al Buteen
Rigga Al Buteen è un quartiere residenziale di Dubai.